# Christina Fusano
Christina Fusano (ur. 27 listopada 1980 w Sacramento) – amerykańska tenisistka, zwyciężczyni turnieju WTA w grze podwójnej.
Od roku 2005 regularnie zdobywała tytuły deblowe w turniejach z cyklu ITF. W zawodowych turniejach wielkoszlemowych praktycznie nie występowała, poza startem w US Open w roku 2003, gdzie w grze podwójnej odpadła już w pierwszej rundzie. Na przełomie października i listopada 2007 roku razem z rodaczką Raquel Kops-Jones wygrała turniej deblowy z cyklu WTA w kanadyjskim mieście Québec. W finale Fusano i Jones pokonały Stéphanie Dubois i Czeszkę Renatę Voráčovą 6:2, 7:6(6). Rezultat ten pozwolił Fusano na znalezienie się w gronie stu najlepszych deblistek kuli ziemskiej.

## Wygrane turnieje

### gra podwójna (1)
| Lp. | Rok  | Turniej | Partnerka         | Przeciwniczki                    | Wynik       |
| 1.  | 2007 | Québec  | Raquel Kops-Jones | Stéphanie Dubois Renata Voráčová | 6:2, 7:6(6) |